# Петавава
Петавава (англ. Petawawa) — малый город в графстве Ренфру канадской провинции Онтарио. Основан в 1857 году, статус малого города имеет с 1997 года. Площадь населённого пункта 166,69 км², население в 2016 году 17 200 человек. Рядом с Петававой расположена одноимённая военная база, обслуживание которой играет важную роль в экономике города.

## География
Петавава расположена в устье одноимённой реки в месте её впадения в озеро Аллюмет, где шире разливается река Оттава. Петавава находится в 150 км к северо-западу от столицы Канады Оттавы и в 19 км северо-западнее города Пемброка. Как и Пемброк, Петавава административно принадлежит к графству Ренфру. Площадь города составляет около 165 км².
В 5 минутах езды от центра города расположен аэропорт с бетонированной взлётной полосой длиной 1500 м, способный принимать как частные винтовые, так и административные самолёты. С запада от Петававы проходит участок Трансканадского шоссе, известный как шоссе 17.

## История

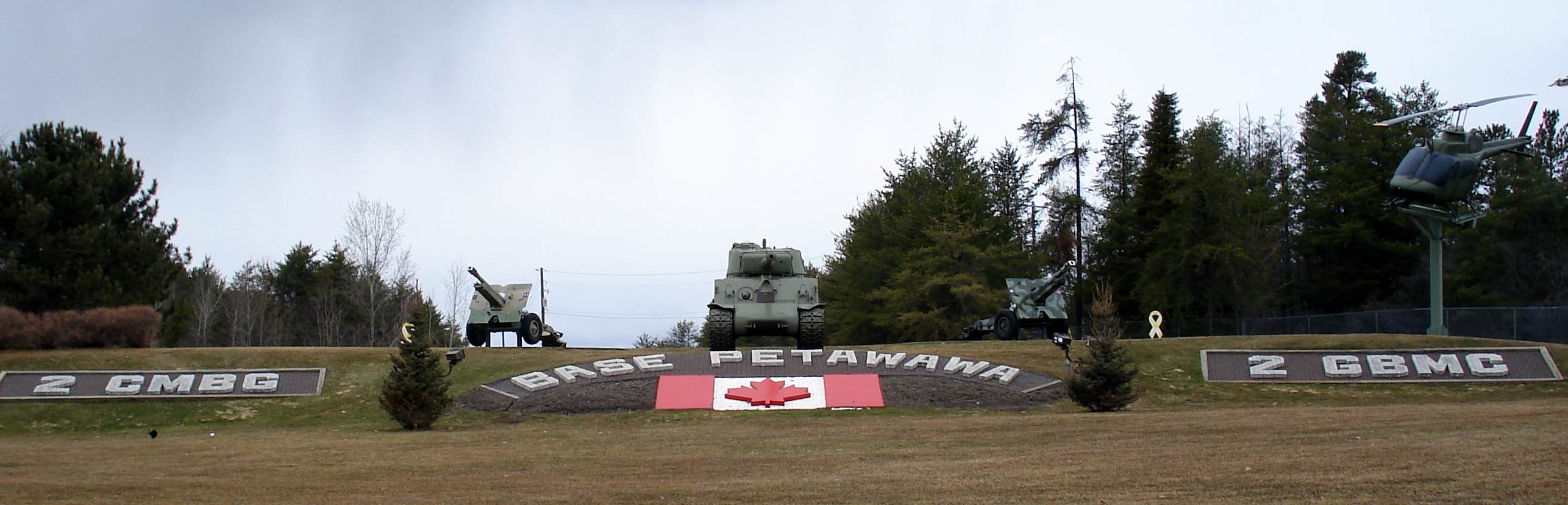
Главный вход на военную базу CFB Petawawa

Территория, где расположена современная Петавава, была размежёвана уже в 1857 году. Название населённого пункта и одноимённой реки, вероятно, представляет собой искажённое алгонквинское слово, означающее «место, где слышна вода» (другая легенда возводит его с имени женщины, якобы проживавшей в этих местах).
Первые европейские поселенцы в Петававе были выходцами из Ирландии и Шотландии; через некоторое время к ним присоединились поселенцы из Германии. Сельскохозяйственные земли оказались малоплодородными, и основной продукцией региона стал лес. До 1904 года население в этом районе было незначительным, и его рост начался с момента, когда там была заложена новая военная база. Впоследствии база Петавава стала одной из важнейших в Канаде, заняв часть территории четырёх населённых пунктов. Экономика Петававы со времени основания базы и до начала XXI века в значительной степени ориентирована на обслуживание нужд базы.
В 1997 тауншип Петавава был объединён с одноимённой деревней (носившей этот статус с 1961 года). Объединённый населённый пункт получил статус малого города (англ. town).

## Население и администрация
В 2011 году Петавава с населением 16 000 человек занимала 96-е место среди населённых пунктов провинции Онтарио и 255-е по Канаде. По данным переписи населения 2021 года, население Петававы приближалось к 18,2 тысячи человек (рост на 5,7 % с 2016 года), плотность населения составляла 110 человек на км². Средний возраст жителей равнялся 34,1 года, медианный — 32, что было существенно ниже, чем в среднем по провинции Онтарио (соответственно 41,8 и 41,6 года). 22 % населения составляли дети и подростки в возрасте до 14 лет включительно, 9 % — жители пенсионного возраста (65 лет и старше).
Около 62 % взрослого населения (старше 15 лет) в 2021 году состояли в официальном или фактическом браке. Средний размер учётной семьи составлял 3 человека. В 60 % семей были дети, проживавшие с родителями, в среднем на такую семью приходилось 1,8 ребёнка; почти в 600 семьях (12 % от общего числа) был только один родитель. В домохозяйстве в среднем насчитывалось 2,6 человека, при этом 23 % домохозяйств составляли одиночки.
Более 90 % населения Петававы составляют уроженцы Канады, среди иммигрантов местом рождения чаще всего были Великобритания, Германия и Индия. Большинство жителей-иммигрантов прибыли в страну после начала XXI века. Для подавляющего большинства населения родным является английский язык, франкофоны в 2021 году составляли чуть меньше 10 %.
Уровень безработицы в 2021 году составлял 6,3 %. Около 40 % трудоустроенных жителей были заняты в сфере образования, юриспруденции и государственных и коммунальных услуг, около 20 % — в сфере торговли и услуг. Только около 10 % были заняты в промышленности, транспортной сфере и ремесленном производстве. Более 50 % жителей в возрасте 15 лет и старше имели высшее или среднее профессиональное образование, в том числе 17 % — первую академическую степень и выше.
Городская администрация избирается раз в четыре года и состоит из мэра и шести членов совета. Город не разделён на избирательные участки, и заместителем мэра становится член совета, набравший наибольшее количество голосов избирателей.

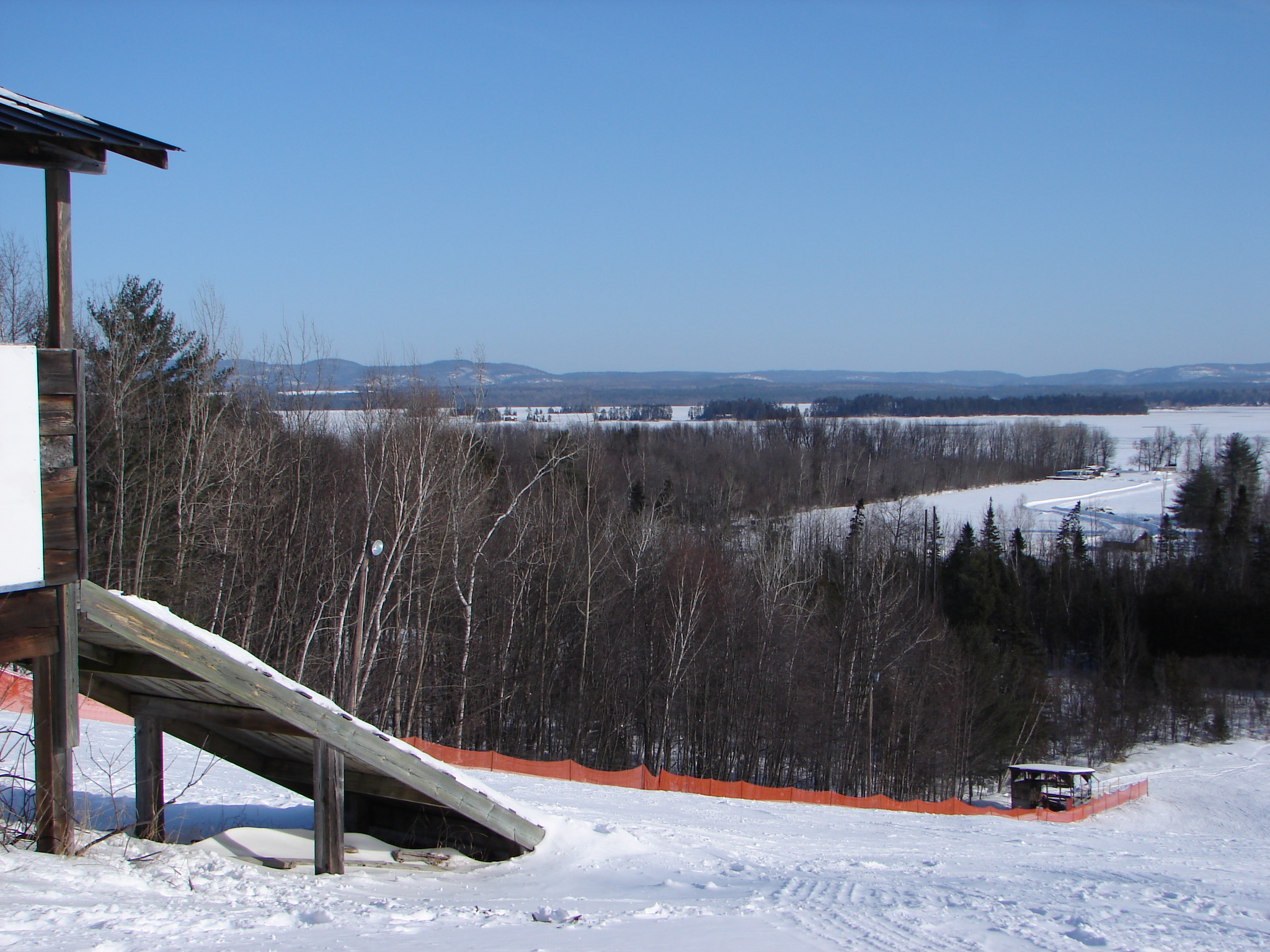
Лыжная трасса в Петававе

## Культура и достопримечательности
В Петававе и окрестностях расположен ряд объектов семейного и спортивного досуга. Фирма Skydive Petawawa предоставляет услуги любителям парашютного спорта. Внимание туристов привлекает бесплатный военный музей, расположенный на территории базы Петавава.